# Liste der denkmalgeschützten Objekte in Tvrdošín
Die Liste der denkmalgeschützten Objekte in Tvrdošín enthält die zwölf nach slowakischen Denkmalschutzvorschriften geschützten Objekte in der Gemeinde Tvrdošín im Okres Tvrdošín.

## Denkmäler
| Foto |                 | Denkmal / č. ÚZPF                                                  | Standort / Konskr. Nr.                                | Offizielle Beschreibung            | Beschreibung | Metadaten                                                            |
| ---- | --------------- | ------------------------------------------------------------------ | ----------------------------------------------------- | ---------------------------------- | --- | -------------------------------------------------------------------- |
|      | Datei hochladen | Figurengruppe auf Sockel(sk) ObjektID: 510-2642/0                  | KG: Krásna Hôrka Konskr.Nr.:                          | sv.Trojica;Korunovanie Panny Márie | heilige Dreifaltigkeit, Krönung der Jungfrau Maria                                                                                                   | č. NKP: 510-2642/0 Stand des NKP: 2012-02-08 Name: SÚSOŠIE NA STĹPE  |
| BW   | Datei hochladen | Kapelle(sk) ObjektID: 510-225/1                                    | Kukorelliho ul. Standort KG: Krásna Hôrka Konskr.Nr.: |                                    | | č. NKP: 510-225/1 Stand des NKP: 2012-02-08 Name: KAPLNKA            |
|      | Datei hochladen | Glockenturm(sk) ObjektID: 510-225/2                                | Kukorelliho ul. KG: Krásna Hôrka Konskr.Nr.:          |                                    | | č. NKP: 510-225/2 Stand des NKP: 2012-02-08 Name: ZVONICA            |
|      | Datei hochladen | Gedenkgebäude in regionaltypischem Baustil(sk) ObjektID: 510-275/1 | Kukorelliho ul. 92 KG: Krásna Hôrka Konskr.Nr.: 134   | Kukorelli Ľ.;Rod.dom-Ľ.Kukorelli   | Geburtshaus des Ľudovít Kukorelli | č. NKP: 510-275/1 Stand des NKP: 2012-02-08 Name: DOM ĽUDOVÝ PAMÄTNÝ |
|      | Datei hochladen | Gedenktafel(sk) ObjektID: 510-275/2                                | Kukorelliho ul. 92 KG: Krásna Hôrka Konskr.Nr.: 134   | Kukorelli Ľ.;1914-1944,major       | für den hier geborenen Ľudovít Kukorelli, Lw.-Major, Hauptorganisator und Kommandeur der Partisaneneinheiten in der Ostslowakei im Zweiten Weltkrieg | č. NKP: 510-275/2 Stand des NKP: 2012-02-08 Name: TABUĽA PAMÄTNÁ     |
|      | Datei hochladen | Landsitz(sk) ObjektID: 510-2768/0                                  | 2 KG: Medvedie pri Tvrdošíne Konskr.Nr.: 2            | Kúria rod.Medveckých               | Landhaus der Familie Medveckých | č. NKP: 510-2768/0 Stand des NKP: 2012-02-08 Name: KÚRIA             |
|      | Datei hochladen | Gebäude in regionaltypischem Baustil(sk) ObjektID: 510-1574/0      | 40 KG: Medvedie pri Tvrdošíne Konskr.Nr.: 40          | zrubový                            | | č. NKP: 510-1574/0 Stand des NKP: 2012-02-08 Name: DOM ĽUDOVÝ        |
| ja   | Datei hochladen | Holzkirche(sk) ObjektID: 510-253/0                                 | 14 Standort KG: Tvrdošín Konskr.Nr.: 482,253          | r.k.Všetkých svätých               | römisch-katholische Kirche Allerheiligen | č. NKP: 510-253/0 Stand des NKP: 2012-02-08 Name: KOSTOL DREVENÝ     |
|      | Datei hochladen | Gebäude in regionaltypischem Baustil(sk) ObjektID: 510-1617/0      | Školská ul. 21 KG: Tvrdošín Konskr.Nr.: 21            | zrubový                            | | č. NKP: 510-1617/0 Stand des NKP: 2012-02-08 Name: DOM ĽUDOVÝ        |
|      | Datei hochladen | Denkmal(sk) ObjektID: 510-288/0                                    | Trojičné nám. KG: Tvrdošín Konskr.Nr.:                | padlí v I.sv.v.                    | für die Opfer des WK I | č. NKP: 510-288/0 Stand des NKP: 2012-02-08 Name: POMNÍK             |
| ja   | Datei hochladen | Kirche(sk) ObjektID: 510-254/0                                     | Trojičné nám. 1 Standort KG: Tvrdošín Konskr.Nr.: 1   | r.k.sv.Trojice                     | römisch-katholische Kirche heilige Dreifaltigkeit | č. NKP: 510-254/0 Stand des NKP: 2012-02-08 Name: KOSTOL             |

## Legende
Die Tabelle enthält im Einzelnen folgende Informationen:
| Foto:                    | Fotografie des Denkmals. |
| Denkmal / č. ÚZPF:       | Die Übersetzung der Bezeichnung des Denkmals, wie sie vom Slowakischen Denkmalamt (Pamiatkový úrad Slovenskej republiky) verwendet wird. Die Originalbezeichnung ist unter dem Fragezeichen angegeben. Fehlt die Übersetzung, so wird die Originalbezeichnung direkt angezeigt. Weiters ist die Objekt-Identifikationsnummer (Objekt ID) angeführt. Sie ist die offizielle, in der Slowakei eindeutige Nummer č. ÚZPF inklusive der zugehörigen Zählnummer, wie sie in den Daten des Denkmalamtes angegeben wird. Da diese nur innerhalb eines Landkreises gezählt wird, ist dessen Nummer der Denkmalnummer vorangestellt. |
| Standort:                | Wenn in der Liste vorhanden, ist die Adresse angegeben. In Klammern kann sich noch eine zusätzliche Adresse befinden, wenn es beispielsweise ein Eckhaus ist. Bei freistehenden Objekten ohne Adresse (zum Beispiel bei Bildstöcken) ist eine Adresse angegeben, die in der Nähe des Objekts liegt. Durch Aufruf des Links Standort wird die Lage des Denkmals in verschiedenen Kartenprojekten angezeigt. Darunter sind die Katastralgemeinde (KG) und, wenn vorhanden, die Konskriptionsnummer (Konskr. Nr.) angegeben.                                                                                                   |
| Offizielle Beschreibung: | Es ist die Kurzbeschreibung auf Slowakisch, wie sie in den offiziellen Listen angegeben ist, eingetragen. |
| Beschreibung:            | Kurze Angaben zum Denkmal auf Deutsch. |
| Metadaten:               | Zusätzlich werden, wenn in den persönlichen Einstellungen das Helferlein Dauerhaftes Einblenden von Metadaten aktiviert ist, ebensolche angezeigt. |

- Karte mit allen Koordinaten:
- OSM |
- WikiMap